# Meschoui

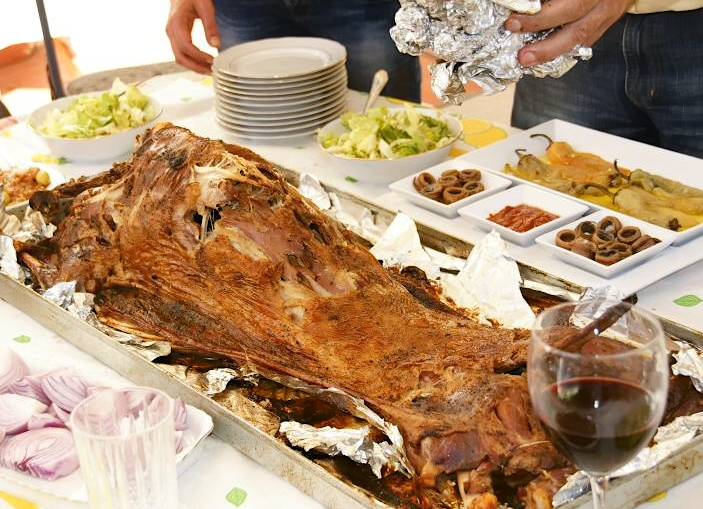
Fertig gegartes und angerichtetes Mechoui – vorm Zerteilen

Meschoui, auch Mechoui, (arabisch مشوي, DMG mašwī ‚gegrillt‘; auch Meschui französisch Méchoui, spanisch Mechui oder anglisiert Meshwi) ist ein am Drehspieß oder im Erdofen gegartes Lamm. Dieses Festtagsgericht ist eine traditionelle Spezialität der nordafrikanischen und der mediterranen Küche. Im übertragenen Sinn wird der Begriff – besonders in Tunesien  – für alle Arten gerösteten Fleisches vom Grill verwendet.

## Kultureller Hintergrund
Nomadische Hirten mit großen Schafherden hielten traditionsgemäß für das Mechoui eine bestimmte Anzahl von Lämmern, die speziell gefüttert wurden – zum Beispiel mit Artemisia –, um dem Fleisch einen besonders aromatischen Geschmack zu geben. Die Ausführung eines Mechouis samt der rituellen Schlachtung, der Zubereitung und dem Genuss des Mahls war eine reine Männerangelegenheit, die erst später auf Familienfeste ausgeweitet wurde, wobei sich die Frauen dann um die anderen Aspekte des Festmahls kümmerten.
Der Brauch, bei einer besonderen festlichen Gelegenheit ein Mechoui zu veranstalten, hatte und hat eine bedeutende soziale Funktion: Neben dem Angebot eines guten, reichlichen Essens – es ist nicht unüblich, dass bei einer solchen Feier ein 20-kg-Lamm für 20 Personen vorgesehen ist und dass während des lang ausgedehnten Mahls das ganze Fleisch gegessen wird – werden bereits bestehende Gruppenstrukturen gestärkt und, zum Beispiel bei Hochzeiten oder für Ehrengäste, neue soziale Kontakte in einem besonderen Rahmen geschaffen.
In Marokko ist ein traditionelles Mechoui Teil eines Diffa (ein oft mehrgängiges Festmahl), das während eines Mausims (franz. moussem, regionales Fest, meist zu Ehren eines Heiligen) begangen wird. Andere Gelegenheiten für ein Mechoui sind religiöse Feste wie das Islamische Opferfest (arab. al-ʿīd al-kabīr, marok. arab. l’aïd al-kabîr, d. h. das Große Fest, oder auch aïd al-adhâ (marok. arab.; franz. La Fête du Mouton)), Mawlid an-Nabi (Ehrentag anlässlich der Geburt des Propheten Mohammed), bei Hochzeiten, Geburten oder Anwesenheit spezieller Gäste als ein Zeichen der Ehrerbietung und Gastfreundschaft. Bei diesen großen Festen werden neben dem Mechoui auch andere Fleischgerichte (Huhn, Rind) serviert, sowie Couscous, Gemüsegerichte und zum Dessert Süßigkeiten.

## Vorbereitung und Garen
Nach dem Abziehen des Fells wird das Lamm enthäutet, die Innereien werden entfernt. Anschließend  wird es innen und außen mit einer gewürzten Marinade bestrichen, deren Basis Olivenöl (oder zerlassene Butter) ist, versehen mit der Gewürzmischung Ras el-Hanout, dazu Knoblauch, Zwiebeln, gemahlener Kümmel, Kurkuma, Ingwer und Pfeffer sowie Salz. Herz, Leber und Nieren können in Streifen oder Würfel geschnitten, in kochendem Wasser abgebrüht, abgetupft, gewürzt und auf kleinen Grillspießen (franz. brochettes) separat einige Minuten geröstet oder anderweitig zubereitet werden.

### Zubereitung auf dem Grill

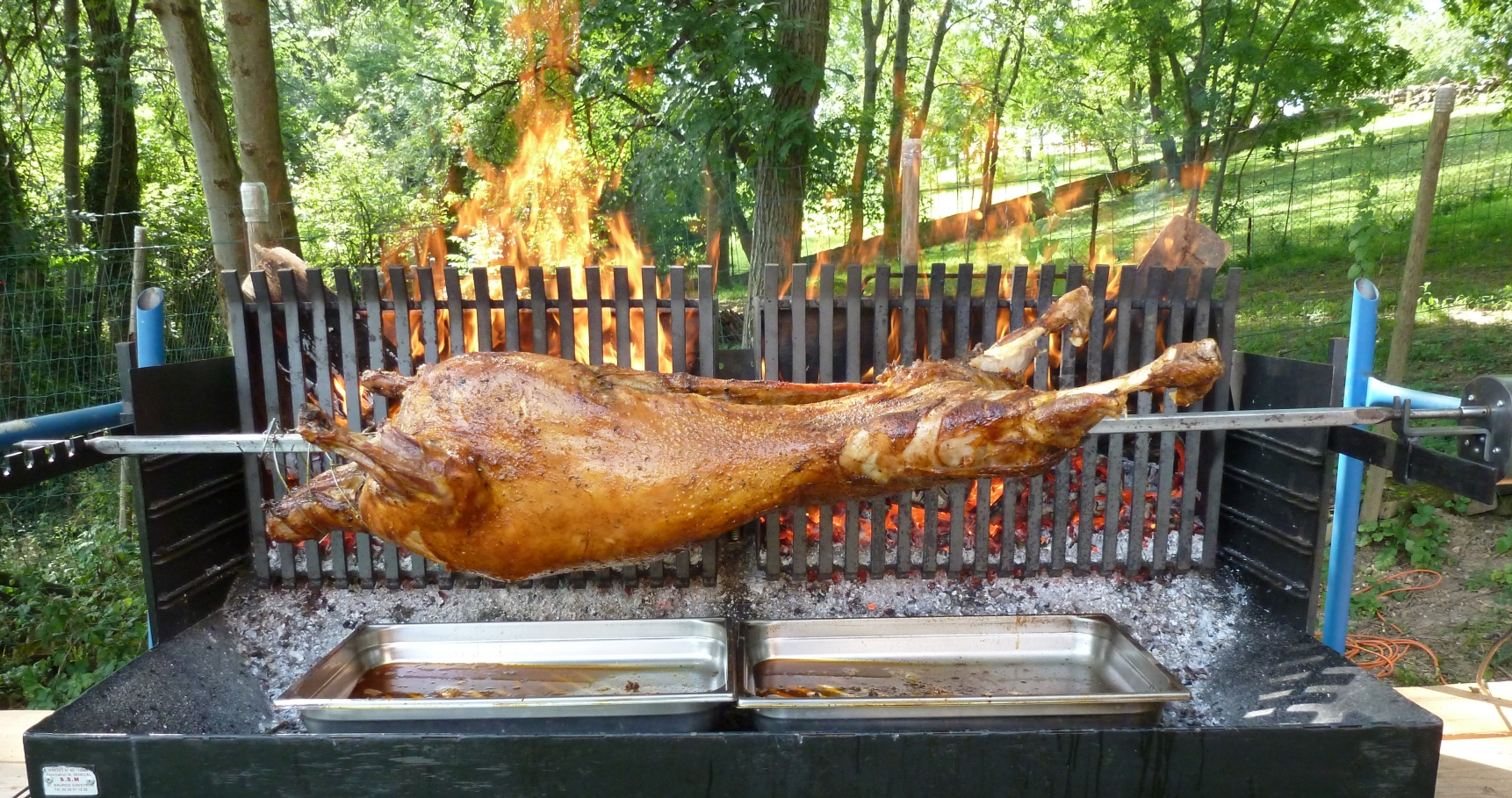
Mechoui (Lamm am Drehspieß)

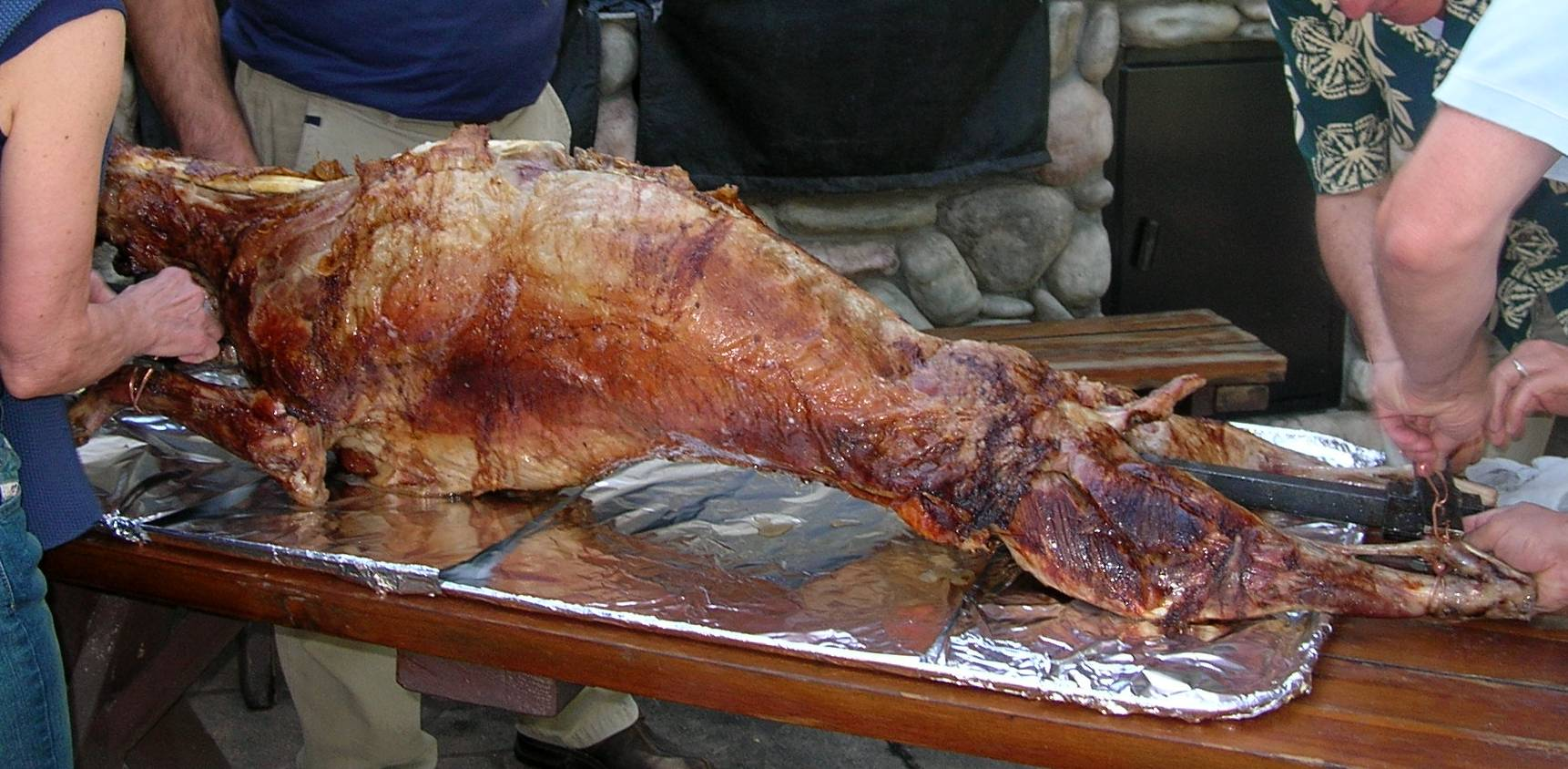
Fertig gegartes Mechoui

Die in Algerien sowie im Norden und im Osten des Mittelmeerraums am weitesten verbreitete Zubereitungsmethode ist das Garen auf einem Grill. Dabei wird die Bauchhöhle offen gelassen und das Lamm – auf einem Spieß mit zwei Spießforken und einer Rückenklammer fixiert – wird über einer ein bis zwei Meter langen und etwa einen halben Meter breiten, mit Glut vorbereiteten Grube unter langsamem Drehen gegrillt.
Häufiger verwendet man ein System mit einem seitlich und parallel zu einem Glutkorb angebrachten Drehspieß. Die Geschwindigkeit des Garvorganges kann zum einen durch den Abstand zur Glut geregelt werden und zum anderen durch die Bestückung des Glutkorbs mit Holzscheiten; anfänglich wird weiter von der heißen Glut entfernt gegrillt, gegen Ende näher an der schwachen Glut. Dieser Aufbau hat den Vorzug, dass das Fett nach unten abtropft und aufgefangen werden kann, ohne sich in der Glut zu entzünden, was Verkohlungsablagerungen auf dem Braten vermeidet. Während der gesamten Garzeit muss das Lamm beständig manuell oder motorbetrieben gedreht werden, damit sich die Hitze gleichmäßig im Braten verteilt. In zeitlichen Abständen wird es dabei wiederholt mit der gewürzten Marinade bestrichen. Die Grillzeit des Mechouis variiert je nach Gewicht des Tieres; eine Faustregel besagt, dass für ein 20-kg-Lamm etwa eine Viertelstunde Garzeit pro Kilogramm erforderlich ist.
Ist das Lamm knusprig und durchgegart, wird es vom Grill genommen. Die Forken und die Klammer werden gelöst und der Spieß wird herausgezogen. Der Koch zerteilt das Fleisch und arrangiert es nach Sorten auf Servierplatten. Grüner Koriander, Petersilie und Pfefferminze können als zusätzliche Gewürze und zur Dekoration dienen. Je nach Kulturbereich kann es üblich sein, dass der Gastgeber des Mechouis das Grillfleisch mit den Fingern seiner rechten Hand vom Lammbraten löst und seinen Gästen anbietet, die das empfangene Fleisch ohne Besteck und Teller von der Hand in den Mund genießen.

### Zubereitung im Erdofen
In Marokko – und dort speziell bei den Berbervölkern – wird neben dem Grill bevorzugt ein Erdofen verwendet, der für meist einmalige (oder auch mehrmalige) Verwendung angelegt wird. Er besteht aus Lehm, hat eine zylindrische Form, ist etwa zwei Meter hoch und oben geöffnet. Der Ofen wird mit Zweigen und Holzscheiten aufgefüllt, die die Ofenwände während des Abbrennens erhitzen. Während die Glut entsteht, wird das Lamm vorbereitet – eine Variante ist, dass die Bauchhöhle mit Couscous, Mandeln, Pflaumen oder Gemüse gefüllt und anschließend wieder geschlossen wird – und an einem kräftigen Stock  befestigt, der aus Frischholz besteht und länger ist als die Höhe des Ofens, damit das Mechoui daran wieder aus dem Ofen gezogen werden kann. Bis zu vier Lämmer werden so vertikal in den Ofen eingestellt, der anschließend so hermetisch wie möglich mit Lehm abgeschlossen wird. Die Garzeit beträgt zwischen vier und sechs Stunden. Eine weitere Variante ist, dass in einem Loch von 0,8 bis 1 Meter Tiefe und einem Durchmesser von 1,5 bis 2 Meter Holz gestapelt und über mehrere Stunden verbrannt wird. Das Lamm wird in mehrere große Teile zerlegt, gewürzt  und in verschlossenen Tongefäßen in dieser heißen Asche vergraben. Die Garzeit – meist drei bis sechs Stunden – wird durch die Erfahrung der Köche bestimmt.

### Zubereitung in öffentlichen Öfen
In den Städten Marokkos wird das Mechoui in öffentlichen Öfen (ferrane) zubereitet oder durch darauf spezialisierte Metzger, die dann das fertige Gericht liefern.

## Trivia
- Viele französische Orte feiern im Sommer Volksfeste mit einem Mechoui, aber in Villiers-Charlemagne, Département de la Mayenne in der Region Pays de la Loire, findet seit 1969 jeweils in der dritten Augustwoche das nach dem Guinness-Buch der Rekorde „Größte Mechoui Frankreichs“ statt, bei dem im Rahmen zusätzlicher festlicher Aktivitäten jeweils 50 bis mehr als 60 Lämmer zubereitet werden.
- In dem französischen Film Atemberaubend (Le Souffle) aus dem Jahr 2001 spielt ein Mechoui unter Männern – und dessen Vorbereitung – eine zentrale Rolle.
- Die kanadische Musikgruppe Jack G. Marinovitch hat auf ihrem 2003 erschienenen Album Cactus Cola Canapé einen Song mit dem Titel Méchoui.
- Maschwi[6]; wie es Karl May nannte.